# Glecklerita
La glecklerita és un mineral de la classe dels minerals orgànics. La descripció d'aquesta espècie podria desembocar en la creació del subgrup del glicolat, juntament amb la jimkrieghita, la lazaraskeïta, la lianbinita i la stanevansita.

## Característiques
La glecklerita és un compost orgànic de fórmula química Na(C₂H₃O₃). Va ser aprovada com a espècie vàlida per l'Associació Mineralògica Internacional en el mes de novembre de l'any 2023, i encara resta pendent de publicació. Cristal·litza en el sistema ortoròmbic.
Les mostres que van servir per a determinar l'espècie, el que es coneix com a material tipus, es troben conservades al Museu Mineral de la Universitat d'Arizona Alfie Norville, a Tucson (Arizona), amb el número de catàleg: 22733, i al projecte RRUFF, amb el número demostra: R230002.

## Formació i jaciments
Va ser descoberta al Pusch Ridge de les muntanyes de Santa Catalina, al nord de Tucson, dins el comtat de Pima (Arizona, Estats Units), sent aquest indret l'únic a tot el planeta on ha estat descrita aquesta espècie mineral.